# Postobón-Manzana
Postobón-Manzana oder Postobón-Manzana-Ryalcao war ein kolumbianisches Profi-Radsportteam, das von 1986 bis 1996 bestand. Nicht zu verwechseln mit dem Radsportteam Manzana Postobón Team.

## Geschichte
Das Team wurde 1986 als Postobón-Ryalcao mit José Raúl Meza Orozco als Manager gegründet. Im ersten Jahr konnte das Team bei den beiden kolumbianischen Rennen Vuelta a Colombia und Clásico RCN neben den Etappensiegen auch jeweils zweite Plätze in der Gesamtwertung erreichen. Bei der Tour de France 1986 konnte auf dem 15. Platz abgeschlossen werden. 1987 wurde der dritte Platz bei der Vuelta al Táchira, Platz 5 in der Gesamtwertung bei der Vuelta a España und zwei gute Etappenergebnisse bei der Tour de France erzielt. 1988 wurde jeweils der dritte Platz bei der Vuelta a Colombia und der Clásico RCN erreicht. 1989 belegte das Team den dritten Platz bei der Vuelta a España, Route du Sud und der Trofeo Masferrer. Insgesamt drei zweite Etappenplätze bei der Vuelta a España ermöglichten den Sieg in der Bergwertung. 1990 wurden jeweils der dritte Platz bei Dauphiné Libéré und der Mexiko-Rundfahrt erreicht. 1991 wurde bei der Vuelta a España und der Tour de France die Plätze 13 und 15 belegt. 1992 konnte neben den Siegen noch vierte Plätze beim Critérium International und der Route du Sud, ein fünfter Platz bei der Dauphiné Libéré, ein sechster Platz beim Chrono des Herbiers, sowie ein siebter Platz bei der Tour DuPont erzielt werden. Ab 1993 wurden überwiegend Rennen in Amerika gefahren, welches sich in den Ergebnislisten widerspiegelt.
Nach der Saison 1996 löste sich das Team auf.
Die Hauptsponsor war der kolumbianische Getränkehersteller mit Sitz in Medellin und Postobón Manzana der Name eines von diesem Unternehmen hergestellten Softdrink.

## Doping
1989 wurden der Fahrer Gustavo Wilches bei der Aragon-Rundfahrt positiv auf das anaboles Steroid Nandrolon getestet.
1991 wurde Reynel Montoya nach der 18. Etappe, von Le Bourg-d’Oisans nach Morzine, positiv auf stimulierende Mittel getestet. Er erhielt eine dreimonatige Sperre, eine Geldstrafe von 3000 Schweizer Franken und eine zehnminütige Strafe in der Gesamtwertung.

## Erfolge
1986
- vier Etappen Clásico RCN
- zwei Etappen Vuelta a Colombia
- Nachwuchswertung Vuelta a España

1987
- eine Etappe und Mannschaftswertung Vuelta a España
- Gesamtwertung und zwei Etappen Vuelta a Colombia
- zwei Etappen Clásico RCN

1988
- drei Etappen Clásico RCN
- zwei Etappen Vuelta a Colombia
- eine Etappe Coors International Bicycle Classic

1989
- Kolumbianischer Meister – Straßenrennen
- Sieger Bergwertung Vuelta a España
- drei Etappen Clásico RCN
- eine Etappe Vuelta a Colombia

1990
- Kolumbianischer Meister – Straßenrennen
- eine Etappe Dauphiné Libéré
- Gesamtwertung und eine Etappe Vuelta a Colombia
- Gesamtwertung und zwei Etappen Clásico RCN

1991
- Gesamtwertung und eine Etappe Dauphiné Libéré
- Sieger Bergwertung und eine Etappe Vuelta a España
- Sieger Nachwuchswertung Tour de France
- Kolumbianischer Meister – Straßenrennen
- Gesamtwertung und eine Etappe Galicien-Rundfahrt
- Gesamtwertung und drei Etappen Mexiko-Rundfahrt
- Gesamtwertung und eine Etappe Vuelta a Colombia
- eine Etappe Katalonien-Rundfahrt
- eine Etappe Clásico RCN

1992
- Gesamtwertung und eine Etappe Vuelta a los Valles Mineros
- Gesamtwertung und eine Etappe Aragon-Rundfahrt
- Murcia-Rundfahrt
- Chrono des Herbiers
- zwei Etappen Tour Poitou-Charentes en Nouvelle-Aquitaine
- zwei Etappen Clásico RCN
- sechs Etappen Vuelta a Colombia

1993
- Vuelta a Boyacá
- Bergwertung Vuelta a Colombia

1994
- Gesamtwertung, sechs Etappen, Bergwertung und Kombinationswertung Vuelta a Colombia
- Gesamtwertung und drei Etappen Clásico RCN

1995
- Kolumbianischer Meister – Straßenrennen
- Mexiko-Rundfahrt
- zwei Etappen Clásico RCN
- zwei Etappen Vuelta a Colombia

1996
- Vuelta a Boyacá

## Grand-Tour-Platzierungen
| Grand Tour            | 1986 | 1987 | 1988 | 1989 | 1990 | 1991 | 1992 | 1994 | 1995 | 1996 |
| --------------------- | ---- | ---- | ---- | ---- | ---- | ---- | ---- | ---- | ---- | ---- |
| Giro d’ItaliaGiro     | –    | –    | –    | –    | –    | –    | 8    | –    | –    | –    |
| Tour de FranceTour    | 15   | 24   | –    | –    | 16   | 18   | 32   | –    | –    | –    |
| Vuelta a EspañaVuelta | 13   | 5    | 21   | 3    | 13   | 13   | 14   | –    | –    | –    |

## Bekannte ehemalige Fahrer
- Álvaro Mejía (1989–1992)
- Oliverio Rincón (1990)
- Luis Herrera (1991–1992)
- Artūras Kasputis (1992)
- Remigius Lupeikis (1992)
- José Jaime González (1992–1994)